# Università federale baltica "Immanuel Kant"
L'Università federale baltica "Immanuel Kant" (BFU, in russo Балтийский федеральный университет имени Иммануила Канта?, Baltijskij federal'nyj universitet imeni Immanuila Kanta) è un ente di istruzione accademica russo situato a Kaliningrad.

## Struttura
- Istituto di sistemi viventi
- Istituto di scienze umanistiche
- Istituto di scienze fisico-matematiche e tecnologie informatiche
- Istituto tecnico-ingegneristico
- Istituto giuridico
- Istituto medico
- Istituto di utilizzo delle risorse naturali, sviluppo territoriale e urbanistica
- Istituto di ricreazione, turismo ed educazione fisica
- Istituto di economia e management
- Istituto di istruzione